# Arthur Buchwald
Pour les articles homonymes, voir Buchwald.
Arthur (dit Art) Buchwald, né le 20 octobre 1925 et décédé le 17 janvier 2007 à Washington d'une défaillance rénale, était un humoriste américain connu en tant qu'éditorialiste dans le Washington Post.
Dans le film d'Alfred Hitchcock, La Main au collet, à 3:36, l'article de journal parlant d'une recrudescence de cambriolages est signé Art Buchwald .
On retrouve notamment parmi ses écrits les plus populaires Trigger Happy où il parle de la violence transmise par les jeux vidéo pour les jeunes.
Il a annoncé sa propre mort lors d'une vidéo préenregistrée sur le site internet du New York Times.

## Distinctions
Il a reçu le prix Pulitzer en 1982 et fut élu à l'Académie américaine des arts et des lettres en 1986.